# Psapharochrus meleagris
Psapharochrus meleagris är en skalbaggsart som först beskrevs av Bates 1861.  Psapharochrus meleagris ingår i släktet Psapharochrus och familjen långhorningar. Inga underarter finns listade i Catalogue of Life.